# Eric Zumbrunnen
Eric James Zumbrunnen (Estados Unidos, 4 de novembro de 1964 — Los Angeles, 1 de agosto de 2017) foi um montador norte-americano.